# Molibdita
La molibdita és un mineral de la classe dels òxids. Possiblement es tracta de l'ocre molíbdic incert de William Phillips i altres autors del segle xix. Robert Greg i William Lettsom la van anomenar molibdina entre els anys 1854 i 1858 pel fet que contenia molibdè i oxigen. El nom va ser canviat per l'actual per August Breithaupt el 1858.

## Característiques
La molibdita és un òxid de fórmula química MoO₃, sent una espècie aprovada per l'Associació Mineralògica Internacional. Cristal·litza en el sistema ortoròmbic. La seva duresa a l'escala de Mohs es troba entre 3 i 4. Segons la classificació de Nickel-Strunz, la molibdita pertany a «04.EA: Òxids i hidròxids amb proporció Metall:Oxigen =< 1:2», juntament amb la tantita.

## Formació i jaciments
Va ser descoberta en un filó de quars de l'àrea de Knöttel, a Krupka, dins el Districte de Teplice (Regió d'Ústí nad Labem, República Txeca). Tot i tractar-se d'una espècie no gaire habitual ha estat descrita en tots els continents del planeta a excepció de l'Antàrtida.
Als territoris de parla catalana ha estat descrita a les mines de Costabona, situades a la localitat de Prats de Molló i la Presta, a la comarca del Vallespir (Catalunya del Nord). També ha estat citada a la mina Fra Joan, a Setcases, i a la mina Roca del Turó, a Molló, ambdues localitats a la província de Girona (Catalunya).